# Małgorzata Furdal
Małgorzata Furdal – polska italianistka, działaczka kulturalna, tłumaczka, wykładowczyni i dyplomatka.

## Życiorys
Ukończyła filologię romańską na Uniwersytecie Wrocławskim. Była lektorką języka polskiego na Uniwersytecie Genueńskim, współpracowała także z Uniwersytetem Rzymskim. W latach 80. i 90. organizowała przeglądy kina polskiego w Turynie, Mediolanie i Palermo. Opublikowała we Włoszech kilka książek na temat polskiego kina. Opracowywała na potrzeby tamtejszych wydawców m.in. filmy Krzysztofa Kieślowskiego oraz sztuki teatralne oparte na prozie Brunona Schulza. W 2002 nominowana do Paszportu „Polityki”.
Pracowała jako attaché prasowa w Ambasadzie RP w Rzymie. Od września 2001 do 2006 dyrektorka Instytutu Polskiego w Rzymie. Zainicjowała m.in. Festiwal Kultury Polskiej Corso Polonia. Od 2008 do 2018 kierowała rzymskim biurem Polskiej Organizacji Turystycznej. W sierpniu 2025 ponownie została dyrektorką Instytutu Polskiego w Rzymie.

## Publikacje
- Małgorzata Furdal (red.), Remembering Krzysztof : il cinema di Kieslowski, Udine : Centro Espressioni Cinematografiche ; Pordenone : Cinemazero, 2001.
- Małgorzata Furdal (red.), Il cinema di Andrzej Munk, Milano : Editrice Il Castoro, 2001, ISBN 88-8033-209-0.
- Małgorzata Furdal (red.), Krzysztof Komeda, Milano : Comune di Milano : Ass. Cin. Pandora, 1999.
- Krzysztof Kieślowski, Krzysztof Piesiewicz, Decalogo, Małgorzata Furdal (tłum.), Torino : Einaudi, 1994, ISBN 88-06-13429-9.
- Małgorzata Furdal (red. i tłum.), Kieślowski, Torino : Museo Nazionale del Cinema, 1989.
- Małgorzata Furdal, Roberto Turigliatto (red.), Dalla Scuola Polacca al nuovo cinema 1956–1970, Milano : Ubulibri, 1988, ISBN 88-7748-078-5.